# Slavnost Narození Páně
Slavnost Narození Páně či Boží hod vánoční (lat. nativitas Domini, též 1. svátek vánoční) je vlastním dnem oslavy narození Ježíše Krista, tedy Vánoc. V západní liturgické tradici slavnost připadá na 25. prosince. Liturgická barva je v západním křesťanství bílá.

## Psaní velkých písmen
Z hlediska psaní velkých písmen jsou náležité podoby Boží hod vánoční, Hod Boží vánoční (bez honorifikace Hod boží vánoční) a slavnost Narození Páně (bez honorifikace slavnost Narození páně).
Alternativní způsob psaní uvádí[kde?] autoři publikace Psaní velkých písmen v češtině, kteří navrhují užívat podoby Boží hod Vánoční (bez honorifikace boží hod Vánoční) a hod Boží Vánoční (bez honorifikace hod boží Vánoční).[zdroj⁠?!]

## Jesličky
Se slavností Narození Páně je tradičně spojena také příprava scén narození, tzv. betlémů, které poprvé připravil roku 1223 sv. František z Assisi. Tradiční jsou také vánoční hry, připravované většinou jako pásmo scén z příběhu o Ježíšově narození a koled.

## Liturgie

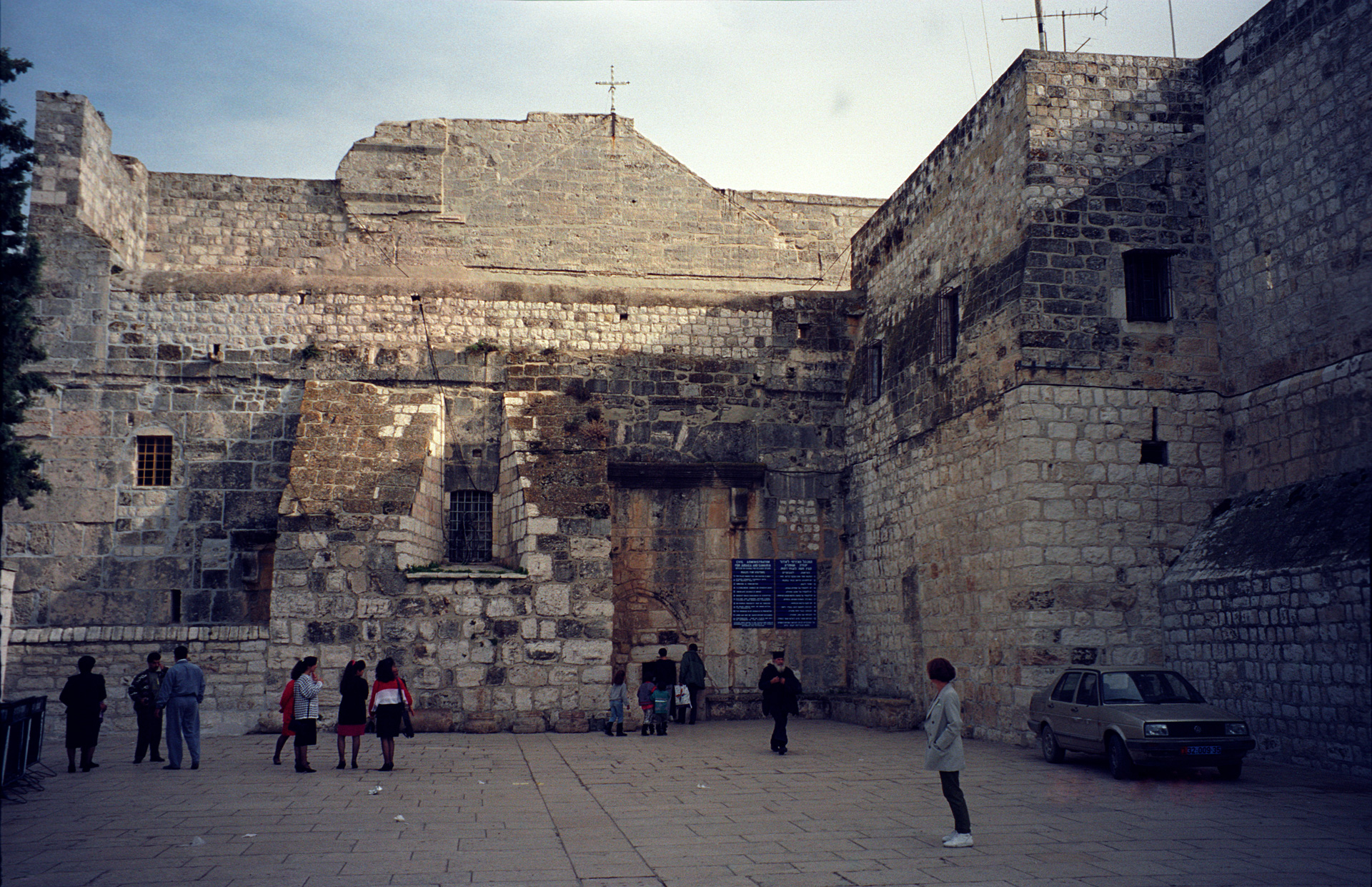
Vstup do chrámu Narození Páně v Betlémě

Gelasiánský a Gregoriánský sakramentář uvádějí v tento den tři mše včetně zvláštního dispensu od eucharistického postu. Tato zvláštnost však zřejmě platila pouze v Římě, neboť hispánský biskup, sv. Ildefons z Toleda, uvádí možnost slavit eucharistii třikrát i pro Velikonoce, Bílou neděli a svátek Proměnění Páně. Trojí slavení mše teologicky mělo podle sv. Tomáše Akvinského odkazovat na trojí zrození Božího syna (od věčnosti, v těle a v lidském srdci či duši). Liturgická barva dne se historicky měnila (černá, bílá, červená, fialová), avšak dnes je bílá. Původně se slavnostní Gloria zpívalo pouze při první mši toho dne. Dnes je slavnost Narození Páně v římskokatolické církvi v Česku tzv. zasvěceným svátkem. Pro tzv. svatvečer (pozdní odpoledne až večer Štědrého dne) existují zvláštní liturgické texty, tzv. mše z vigilie. Existují také různé texty pro slavení Eucharistie o půlnoci, při svítání a během dne. Při společném vyznání víry se při této slavnosti při slovech : Skrze Ducha svatého přijal tělo z Marie Panny a stal se člověkem klečí rovněž se klečí i při slavnosti Zvěstování Páně.

## Boží hod vánoční v Česku
Jako československý svátek byl 25. prosinec stanoven zákonem č. 65/1925 Sb., účinným od 15. dubna 1925. Tím zůstal (coby Hod Boží vánoční) i během existence Protektorátu Čechy a Morava (1939–1945) a následných let. Podle nového svátkového zákona č. 93/1951 Sb., účinného od 1. ledna 1952, byl 25. prosinec jakožto První svátek vánoční (resp. později 1. svátek vánoční) dnem pracovního klidu. Po rozpadu Československa s koncem roku 1992 převzalo samostatné Česko beze změn československý zákon, který platil až do roku 2000. Na základě nového svátkového zákona č. 245/2000 Sb., s účinností od 9. srpna 2000, byl 25. prosinec coby 1. svátek vánoční zařazen mezi ostatní svátky.
Na 1. svátek vánoční je od roku 2016 podle zákona č. 223/2016 Sb. zakázán prodej v obchodech, od listopadu 2019 se zákaz týká pouze maloobchodního prodeje (s výjimkami definovanými v zákoně). Maloobchodní prodejny s prodejní plochou 200 m² a více tak musí mít 25. prosince ze zákona zavřeno, a to po celý den.